# Rosario Escobar
Rosario Escobar es una actriz mexicana de cine y televisión, conocida por sus apariciones en películas de ese país desde mediados de la década de 1980 hasta mediados de la década de 1990.

## Carrera
Escobar inició su carrera cinematográfica en 1986 en la película Un macho en la cárcel de mujeres, dirigida por Víctor Manuel Castro y protagonizada por Alberto Rojas y Rebeca Silva. Dado el auge del género conocido como comedia erótica mexicana, Escobar empezó a hacerse presente en este tipo de producciones en la década de 1980, compartiendo reparto con referentes del género como Alfonso Zayas, César Bono y Luis de Alba. En 1989 hizo parte del elenco de varias de estas producciones como El rey de las ficheras, Un macho en el reformatorio de señoritas, Tres lancheros muy picudos y Los rateros. Ese mismo año encarnó a Marcela en la telenovela Luz y sombra, compartiendo elenco con actores de la talla de Thalía y Alberto Mayagoitia.
Cuando la comedia erótica empezó a decaer en el ambiente del cine mexicano, las apariciones de la actriz empezaron a escasear en producciones de su país. En 1990 se le pudo ver en un papel más serio en la película dramática La caída de Noriega, basada en el político panameño Manuel Antonio Noriega. El mismo año actuó en las películas El agarratodo y El estrangulador de la rosa. En 1994 realizó una de sus últimas apariciones en cine en la producción Caminantes... si hay caminos bajo la dirección de Rodolfo López Real.

## Filmografía

### Cine
| - 1994 - Caminantes... si hay caminos - 1993 - Prostitución y Sida - Mujeres de la calle - 1992 - Los verduleros 3 - 1991 - Las nachas - 1991 - Instinto de supervivencia - 1991 - Narcosatánicos diabólicos - 1991 - Tengo que matarlos - 1990 - La caída de Noriega - 1990 - El estrangulador de la rosa - 1990 - El agarratodo - 1990 - A gozar, a gozar, que el mundo se va acabar - 1989 - Tenorio profesional - 1989 - Pasandola bien - 1989 - Bar de los nacos" - 1989 - Si mi cama hablara - 1989 - Las guerreras del amor - 1989 - El garañón - 1989 - En un motel nadie duerme - 1989 - Los rateros | - 1989 - El cuatrero - 1989 - Tres lancheros muy picudos - 1989 - La corneta de mi general - 1989 - El bar de los nacos - 1989 - Pasándola bien - 1989 - Tenorio profesional - 1989 - Un macho en el reformatorio de señoritas - 1989 - El rey de las ficheras - 1989 - El día de las sirvientas - 1988 - El semental de Palo Alto - 1988 - El vergonzoso - 1988 - Noche de buitres - 1988 - Pancho el Sancho - 1988 - Los plomeros y las ficheras - 1987 - El macho - 1987 - Duro y parejo en la casita del pecado - 1986 - La lechería - 1986 - Toda la vida - 1986 - Un macho en la cárcel de mujeres |

### Televisión
- 1989 - Luz y sombra